# Seznam osebnosti iz Občine Šalovci
Seznam osebnosti iz Občina Šalovci vsebuje osebnosti, ki so se tu rodile, delovale ali umrle.
Občino Šalovci sestavlja šest zaselkov: Budinci, Čepinci, Dolenci, Domanjševci, Markovci in Šalovci.

## Humanistika in naravoslovje
- Mirko Čeh (1923, Domanjševci – 2013, ?), kemijski inženir
- Etelka Korpič Horvat (1948, Čepinci –]]), sodnica
- Mikloš Kovač (1857, Šalovci – 1937, Šalovci), prepisovalec pesemskih besedil
- Ernest Ružič (1941, Peskovci – 2020, Murska Sobota), novinar, pesnik, pisatelj, urednik

## Razno
- Jože Časar (1963, Čepinci –), hokejist na travi
- Ernest Eöry (1936, Hodoš – 2016, Maribor), gasilski častnik, inženir agronomije
- Jože Gostonj (1958, Čepinci –), hokejist na travi